# Смирнов, Анатолий Васильевич (лётчик)
Анато́лий Васи́льевич Смирно́в (9 ноября 1919 года — 17 февраля 2005 года) — участник Великой Отечественной войны, старший лётчик, заместитель командира эскадрильи 6-го гвардейского штурмового авиационного полка 3-й воздушной армии , Герой Советского Союза, майор.

## Биография
Родился в деревне Большое Погорелово Рыбинского уезда Ярославской губернии в крестьянской семье. Русский. После окончания школы работал слесарем на заводе в Рыбинске, занимался в аэроклубе. В 1940 году был призван на военную службу и направлен в Балашовскую военную авиационную школу, которую окончил в 1942 году.
В сражениях Великой Отечественной войны принимал участие с октября 1942 года по и до конца войны — в звене, а позднее эскадрилье которыми командовал дважды Герой Советского Союза И. Ф. Павлов, в составе 6-го гвардейского штурмового авиационного полка, сражавшегося на Калининском, Центральном и 1-вом Прибалтийском фронтах).
Весной 1943 во время штурмовой атаки на разъезд Власье, несмотря на заградительный зенитный огонь, трижды заходил на состав, гружёный боеприпасами, пока не взорвал паровоз и не поджёг вагоны. В другом бою в составе шестёрки ИЛ-2 атаковал группу вражеских самолётов в составе 13-ти «Юнкерс-88» и 6-ти «Мессершмитт-109», обратив их в бегство и лично сбив один «Юнкерс». Во время операции в районе Духовщины совершал по 2-3 вылета ежедневно. В паре с Анатолием сражался его родной брат Николай, в начале ноября 1943 года самолёт Николая был подбит, и он направил горящую машину к вражеской переправе.
За мужество и героизм, провяленные при выполнении 100 боевых вылетов (к марту 1944 года), гвардии старший лейтенант F/ Смирнов был представлен к званию Героя Советского Союза. К этому времени он уничтожил 60 автомобилей, 20 повозок, 10 вагонов, 9 орудий, 5 миномётов и более 300 неприятелей. Указом Президиума Верховного Совета СССР от 29 июня 1945 года гвардии старшему лейтенанту Смирнову Анатолию Васильевичу присвоено звание Героя Советского Союза с вручением ордена Ленина и медали «Золотая Звезда» (№ 6960).
В тяжёлом бою в окрестностях Риги машина была повреждена, но он, несмотря на ранение, сумел увести машину и сесть на своей территории. Это была единственная вынужденная посадка за всю войну. В апреле 1945 эскадрилья уничтожила аэродром в районе Кёнигсберга, но при возвращении была атакована истребителями. В этом бою сбил вражеский истребитель.
После войны продолжал служить в авиации, дослужившись до звания майора. Демобилизован в мае 1954 года. После этого он поселился в Рыбинске и работал на судостроительном заводе.
Скончался 17 февраля 2005 года. Он был последним из живших в Рыбинске Героев Советского Союза.